# Eurydice subtruncata
Eurydice subtruncata là một loài chân đều trong họ Cirolanidae. Loài này được Tattersall miêu tả khoa học năm 1921.